# Éliminatoires de la Coupe du monde de football 2014 : zone Afrique, groupe I
Le groupe I du deuxième tour des éliminatoires de la coupe du monde 2014 opposera les Lions indomptables camerounais aux redoutables Chevaliers libyens. Deux équipes du premier tour viennent s'ajouter au groupe : l'équipe du Togo, difficile vainqueur (1-1, 1-0) de la Guinée-Bissau et l'équipe congolaise, très large tombeur des Swazis (3-1, 5-1).

## Classement
| Rang | Équipe   | Pts | J | G | N | P | Bp | Bc | Diff |  | Résultats (▼ dom., ► ext.) |     |     |     |     |
| ---- | -------- | --- | - | - | - | - | -- | -- | ---- |  | -------------------------- | --- | --- | --- | --- |
| 1    | Cameroun | 13  | 6 | 4 | 1 | 1 | 8  | 3  | +5   |  | Cameroun                   |     | 1-0 | 1-0 | 2-1 |
| 2    | Libye    | 9   | 6 | 2 | 3 | 1 | 5  | 3  | +2   |  | Libye                      | 2-1 |     | 0-0 | 2-0 |
| 3    | RD Congo | 6   | 6 | 1 | 3 | 2 | 3  | 3  | 0    |  | RD Congo                   | 0-0 | 0-0 |     | 2-0 |
| 4    | Togo     | 4   | 6 | 1 | 1 | 4 | 4  | 11 | -7   |  | Togo                       | 0-3 | 1-1 | 2-1 |     |

La Libye, le Togo et la République Démocratique du Congo sont éliminés de la course à la qualification pour la Coupe du monde 2014
Le Cameroun est qualifié pour le troisième tour.

## Calendrier et résultats
| 1re journée             | Cameroun                 | 1 – 0 | RD Congo | Stade Ahmadou Ahidjo, Yaoundé                   |                                                 |
| 2 juin 2012 15:30 UTC+1 | Choupo-Moting 54e (pen.) |       |          | Spectateurs : 10 000 Arbitrage : Daniel Bennett | Spectateurs : 10 000 Arbitrage : Daniel Bennett |
| 2 juin 2012 15:30 UTC+1 | Rapport                  |       |          | Spectateurs : 10 000 Arbitrage : Daniel Bennett | Spectateurs : 10 000 Arbitrage : Daniel Bennett |

| 3 juin 2012 | Togo       | 1 – 1 | Libye     | Stade de Kégué, Lomé                             |                                                  |
| 15:30 UTC+0 | Damessi 8e |       | 16e Zuway | Spectateurs : 15 000 Arbitrage : Koman Coulibaly | Spectateurs : 15 000 Arbitrage : Koman Coulibaly |
| 15:30 UTC+0 | Rapport    |       |           | Spectateurs : 15 000 Arbitrage : Koman Coulibaly | Spectateurs : 15 000 Arbitrage : Koman Coulibaly |

| 2e journée               | Libye                         | 2 – 1 | Cameroun          | Stade Taïeb-Mehiri, Sfax (Tunisie)                 |                                                    |
| 10 juin 2012 17:00 UTC+1 | Zuway 6e · Ahniash (en) 90+3e |       | 15e Choupo-Moting | Spectateurs : 1 000 Arbitrage : Mensur Maeruf (hu) | Spectateurs : 1 000 Arbitrage : Mensur Maeruf (hu) |
| 10 juin 2012 17:00 UTC+1 | Rapport                       |       |                   | Spectateurs : 1 000 Arbitrage : Mensur Maeruf (hu) | Spectateurs : 1 000 Arbitrage : Mensur Maeruf (hu) |

| 10 juin 2012 | RD Congo                       | 2 – 0 | Togo | Stade des Martyrs, Kinshasa                      |                                                  |
| 15:30 UTC+1  | Mputu 23e · Mbokani 81e (pen.) |       |      | Spectateurs : 50 000 Arbitrage : Mohammed Farouk | Spectateurs : 50 000 Arbitrage : Mohammed Farouk |
| 15:30 UTC+1  | Rapport                        |       |      | Spectateurs : 50 000 Arbitrage : Mohammed Farouk | Spectateurs : 50 000 Arbitrage : Mohammed Farouk |

| 3e journée               | Cameroun             | 2 – 1 | Togo       | Stade Ahmadou Ahidjo, Yaoundé                    |                                                  |
| 23 mars 2013 15:30 UTC+1 | Eto'o 41e (pen.) 82e |       | 45+1e Womé | Spectateurs : 30 000 Arbitrage : Djamel Haimoudi | Spectateurs : 30 000 Arbitrage : Djamel Haimoudi |
| 23 mars 2013 15:30 UTC+1 | Rapport              |       |            | Spectateurs : 30 000 Arbitrage : Djamel Haimoudi | Spectateurs : 30 000 Arbitrage : Djamel Haimoudi |

| 24 mars 2013 | RD Congo | 0 – 0 | Libye | Stade des Martyrs, Kinshasa                     |                                                 |
| 15:30 UTC+1  |          |       |       | Spectateurs : 53 500 Arbitrage : William Agbovi | Spectateurs : 53 500 Arbitrage : William Agbovi |
| 15:30 UTC+1  | Rapport  |       |       | Spectateurs : 53 500 Arbitrage : William Agbovi | Spectateurs : 53 500 Arbitrage : William Agbovi |

| 4e journée              | Libye   | 0 – 0 | RD Congo | Stade du 11 juin, Tripoli                     |                                               |
| 7 juin 2013 17:30 UTC+2 |         |       |          | Spectateurs : 35 000 Arbitrage : Joshua Bondo | Spectateurs : 35 000 Arbitrage : Joshua Bondo |
| 7 juin 2013 17:30 UTC+2 | Rapport |       |          | Spectateurs : 35 000 Arbitrage : Joshua Bondo | Spectateurs : 35 000 Arbitrage : Joshua Bondo |

| 9 juin 2013 | Togo                      | 0 – 3            | Cameroun | Stade de Kégué, Lomé                                     |                                                          |
| 15:30 UTC+0 | Amewou 31e · Lalawelé 71e | (sur tapis vert) |          | Spectateurs : 20 000 Arbitrage : Rajindraparsad Seechurn | Spectateurs : 20 000 Arbitrage : Rajindraparsad Seechurn |
| 15:30 UTC+0 | Rapport                   |                  |          | Spectateurs : 20 000 Arbitrage : Rajindraparsad Seechurn | Spectateurs : 20 000 Arbitrage : Rajindraparsad Seechurn |

| 5e journée               | Libye                                      | 2 – 0 | Togo | Stade du 11 juin, Tripoli                        |                                                  |
| 14 juin 2013 17:30 UTC+2 | Al-Badri (en) 7e (pen.) · Amewou 17e (csc) |       |      | Spectateurs : 40 000 Arbitrage : Mohamed Benouza | Spectateurs : 40 000 Arbitrage : Mohamed Benouza |
| 14 juin 2013 17:30 UTC+2 | Rapport                                    |       |      | Spectateurs : 40 000 Arbitrage : Mohamed Benouza | Spectateurs : 40 000 Arbitrage : Mohamed Benouza |

| 16 juin 2013 | RD Congo | 0 – 0 | Cameroun | Stade des Martyrs, Kinshasa                    |                                                |
| 15:30 UTC+1  |          |       |          | Spectateurs : 80 000 Arbitrage : Badara Diatta | Spectateurs : 80 000 Arbitrage : Badara Diatta |
| 15:30 UTC+1  | Rapport  |       |          | Spectateurs : 80 000 Arbitrage : Badara Diatta | Spectateurs : 80 000 Arbitrage : Badara Diatta |

| 6e journée       | Cameroun    | 1 – 0 | Libye | Stade Ahmadou Ahidjo, Yaoundé |  |
| 6 septembre 2013 | Chedjou 41e |       |       |                               |  |
| 6 septembre 2013 | Rapport     |       |       |                               |  |

| 6 septembre 2013 | Togo                          | 2 – 1 | RD Congo   | Stade de Kégué, Lomé |  |
|                  | Atakora 35e · Aloenouvo 90+3e |       | 81e Ebunga |                      |  |
|                  | Rapport                       |       |            |                      |  |

## Buteurs
| Pos | Joueur                   | Pays     | Buts |
| --- | ------------------------ | -------- | ---- |
| 1   | Eric-Maxim Choupo-Moting | Cameroun | 2    |
| 1   | Samuel Eto'o             | Cameroun | 2    |
| 1   | Ahmed Zuway              | Libye    | 2    |
| 4   | Aurélien Chedjou         | Cameroun | 1    |
| 4   | Simbi Ebunga             | RD Congo | 1    |
| 4   | Dieumerci Mbokani        | RD Congo | 1    |
| 4   | Mabi Mputu               | RD Congo | 1    |
| 4   | Hamed Snousi Ahniash     | Libye    | 1    |
| 4   | Faisal Al-Badri (en)     | Libye    | 1    |
| 4   | Aloenouvo                | Togo     | 1    |
| 4   | Atakora                  | Togo     | 1    |
| 4   | Kalen Damessi            | Togo     | 1    |
| 4   | Dové Wome                | Togo     | 1    |

But contre son camp
- Komlan Amewou (pour la Libye )